# Anisota leucostygma
Anisota leucostygma är en fjärilsart som beskrevs av Jean Baptiste Boisduval 1871/72. Anisota leucostygma ingår i släktet Anisota och familjen påfågelsspinnare. Inga underarter finns listade i Catalogue of Life.